# George Maybee
George Nelson Maybee (* 13. März 1913 in Madoc/Ontario; † 31. Juli 1973 in Kingston/Ontario) war ein kanadischer Organist, Chorleiter und Musikpädagoge.

## Leben
Maybee studierte in Kanada bei Healey Willan und in England bei Sydney Nicholson an der English School of Church Music in Chislehurst. Er wirkte dann als Chorleiter u. a. an der Christ Church in Belleville und wurde 1942 Organist und Chorleiter an der St. George's Cathedral in Kingston, die er zu einem Zentrum der anglikanischen Kirchenmusik machte. Mit seinem The Gentlemen and Boys of St George's Cathedral Choir besuchte er 1954 und 1965 Großbritannien und trat in Gottesdiensten an Westminster Abbey, der St Paul’s Cathedral, am York Minster und der King’s College Chapel in  Cambridge auf. 1964 gab er in Washington ein Konzert zum Gedenken an John F. Kennedy.
1962 ernannte ihn Elisabeth II. zum Fellow und Canadian Commissioner der Royal School of Church Music. In dieser Eigenschaft reiste er durch Kanada und die USA und setzte Standards für den Choralgesang und die Aufführung der englischen Kirchenmusik des 19. und frühen 20. Jahrhunderts. Er unterrichtete als Gastdozent an der Queen’s University und wurde Koordinator für Musik und Kunst des Frontenac County Board of Education. Einen seiner letzten Auftritte hatte er mit seinem Chor bei einem Besuch von Elisabeth II. in Kanada 1973.